# 非同源性末端接合
非同源性末端接合 (Non-homologous end joining, NHEJ) 是一種修復雙股DNA斷裂的方法。之所以是非同源性，是因為斷裂的兩段是被直接接上，而非使用一個同源的模板。與之相對的同源重組則需要一個同源序列來引導修復。「非同源性末端接合」這個詞是由 Moore 和 Haber 於1996年首創。